# کشف‌اسرار
کشف‌اسرار کتابی از روح‌الله خمینی است که در اوایل دهه ۱۳۲۰ خورشیدی و پس از پایان حکومت رضاشاه تألیف شد. این کتاب، تنها کتابی از خمینی است که در دوران جمهوری اسلامی ممنوع الچاپ و ممنوع الفروش است. خمینی پس از انقلاب اسلامی با تجدید چاپ کتاب مخالفت کرد چرا که چاپ دوباره آن ممکن بود به ترویج بیشتر شبهات کمک کند.
این کتاب ردیه‌ای است بر جزوه‌ای که در سال ۱۳۲۲ در نقد عقاید شیعه امامیه، در هفته‌نامه پرچم، از علی‌اکبر حکمی‌زاده و با عنوانِ اسرار هزار ساله به چاپ رسیده بود.
در کشف‌اسرار، خمینی بیان کرده که امام دوازدهم مسؤلیت حفظ امت را به مجتهدان واگذار کرده‌است؛ هر چند مجتهدان باید خود را از دولت دور نگه دارند و آن را چون شر لازم قلمداد و تحمل نمایند. خمینی در کشف‌اسرار اقتدار سیاسی عالی برای علما در نظر می‌گیرد، اما تنها هنگامی می‌بایست آن را به کار بندند که حکومت آشکارا به حریم شریعت تجاوز می‌کند. خمینی در این کتاب می‌نویسد: 
ما ذکر کردیم که هیچ فقیهی نگفته تا کنون و در کتابی هم ننوشته که ما شاه هستیم. یا نگفته که سلطنت حق ماست. آری آن طور که ما بیان کردیم، اگر سلطنت و حکومتی تشکیل شود، هر خردمندی تصدیق می‌کند که آن خوب است و مطابق با مصالح کشور و مردم است. البته بهترین تشکیلات آن است که بر اساس احکام خدا و عدل الهی باشد، لکن اکنون که آن را از آن‌ها نمی‌پذیرند، این‌ها هم با این هیچ‌گاه مخالفت نکرده و نمی‌خواسته‌اند که اساس حکومت را برهم بزنند.